# Shahin Abdulrahman
Shahin Abdurahman (Arabic:شاهين عبد الرحمن) (sinh ngày 16 tháng 11 năm 1992) là một cầu thủ bóng đá người Các Tiểu vương quốc Ả Rập Thống nhất. Hiện tại anh thi đấu cho Al-Sharjah.